# Organy (poemat)
Organy, poema heroikomiczne w sześciu pieśniach – poemat heroikomiczny Tomasza Kajetana Węgierskiego napisany w latach 1775-1777, wydany w 1784.
Utwór jest swobodną przeróbką Pulpitu Nicolasa Boileau. Węgierski zmienił w stosunku do oryginału fabułę, wprowadził też polskie realia. Dzieło powstało pod wpływem Myszeidy Ignacego Krasickiego, któremu Węgierski zadedykował Organy. Utwór krążył początkowo w odpisach rękopiśmiennych. Ukazał się drukiem już po wyjeździe Węgierskiego z kraju. 
Poemat ma charakter satyry libertyńskiej i antyklerykalnej, skierowanej przeciw klerowi i zakonnikom (podobnie jak Monachomachia Krasickiego). Przedstawia realia Polski sarmackiej. Zawiera aluzje do współczesności, wątki antydworskie i antymagnackie. Nawiązuje też do myśli Woltera. Język utworu obfituje w dosadne słowa i zwroty. W utworze zawarty jest także obszerny komentarz odatuorski, przedstawiający czytelnikowi rozważania na temat decyzji twórczych autora oraz dygresje.